# 薩德侯爵

萨德家族的纹章

唐纳蒂安·阿尔丰斯·弗朗索瓦（法語：Donatien Alphonse François，1740年6月2日—1814年12月2日），以其爵位薩德侯爵（法語：Marquis de Sade）而著称。其为法国贵族出身的哲学家、作家和政治人物，是一系列色情和哲学书籍的作者，以色情描写及由此引发的社会丑闻而出名。
萨德经历了法国波旁王朝、第一共和国（雅各賓專政、督政府、执政府）和第一帝国等多个历史时期，无论在哪个时期都经常入狱或被关进精神病院，他七十四年的人生中，有二十九年都在监狱和疯人院中度过。在1789年7月14日法國大革命開始時仍被監禁在巴士底獄。由於他的作品中有大量性虐待情節，被認為是變態文學的創始者。與被虐心理著稱的奥地利作家利奧波德·馮·薩克-馬索克齊名，薩德主義（Sadism）與马索克主義（Masochism）合稱為「SM」，即是現今印欧语系中「性虐恋」的词源。

## 生平

### 早年

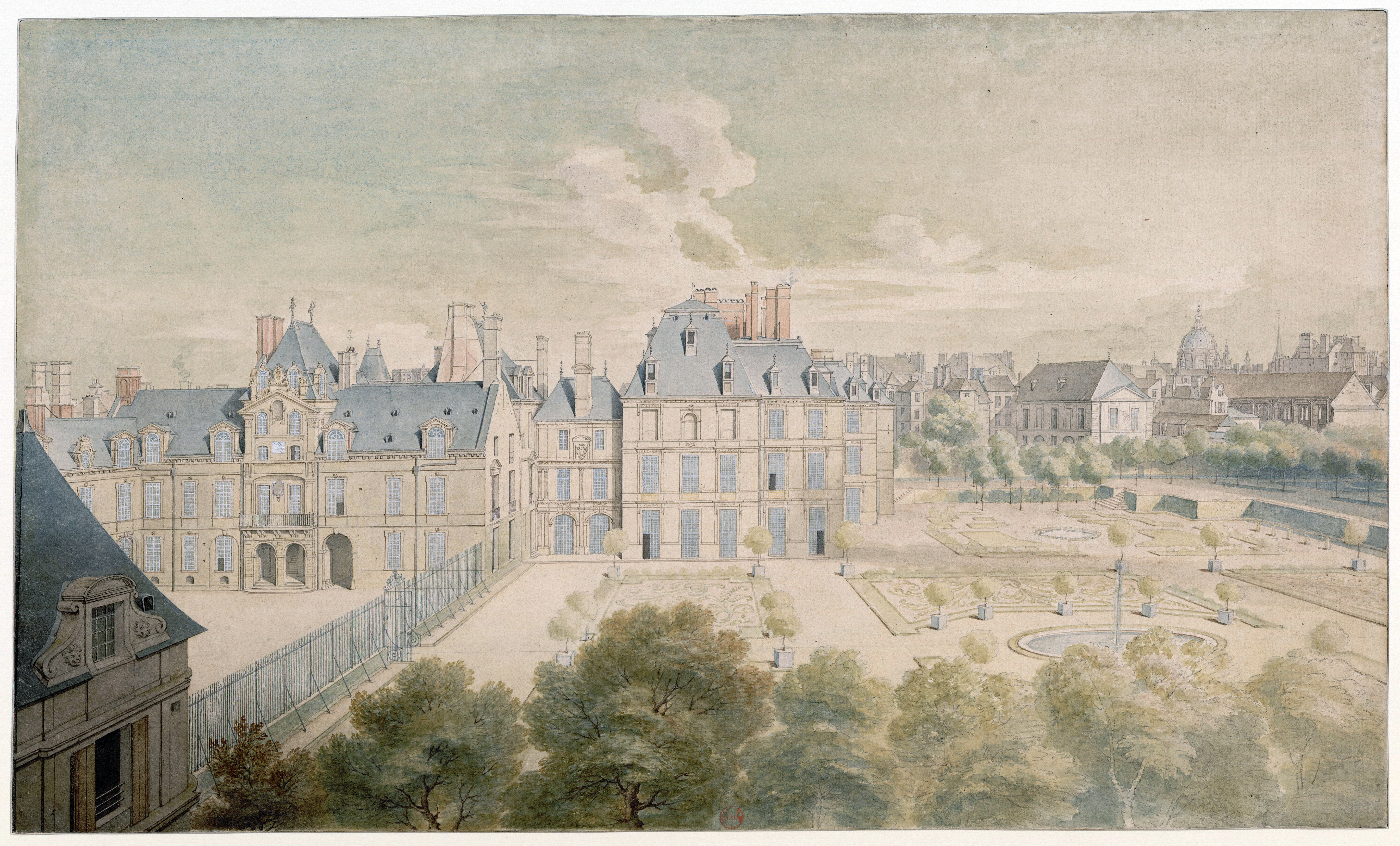
巴黎孔代旅馆，孔代亲王的住所，萨德的出生地，现已不存

萨德家族是法国南部的普罗旺斯地区最古老的贵族之一，因人文主义之父弗朗切斯科·彼特拉克的诗句而不朽的劳拉·德·诺维斯即是其家族成员。唐纳蒂安·阿尔丰斯·弗朗索瓦·德·萨德生于1740年6月2日，是将领和外交官让-巴蒂斯特·德·萨德与玛丽·德·马耶（Marie Éléonore de Maillé）的独子。其母有波旁王室血统，曾担任孔代親王妃的高级女侍，小萨德在此期间出生于孔代亲王在巴黎的住所，并度过了幼年时光。他在巴黎圣叙尔比斯教堂受洗，与未来的孔代亲王路易五世·德·波旁一同启蒙。
他的童年部分在巴黎，部分在普罗旺斯度过。

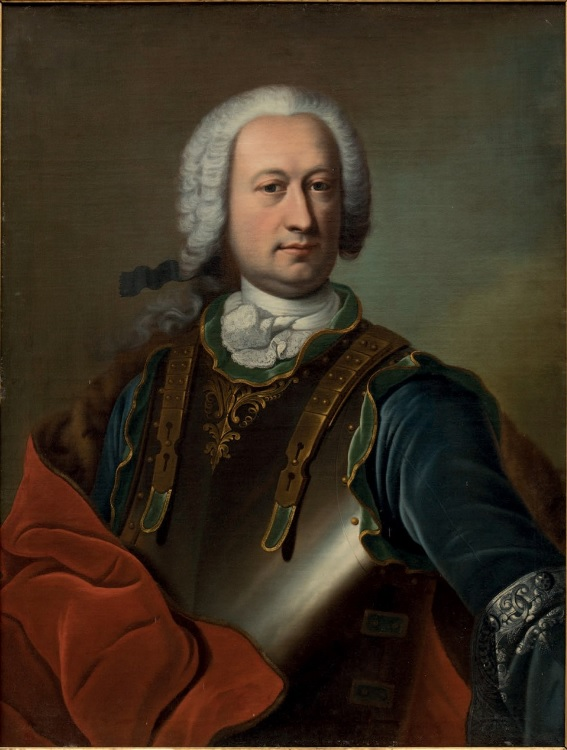
萨德的父亲，让-巴蒂斯特·弗朗索瓦·约瑟夫·德·萨德。

萨德10岁时开始就读于巴黎著名的路易大帝中学（Collège Louis-le-Grand）。四年后，他进入了一所只有高级贵族才有资格獲取录的军官学校。经过20个月的训练，1755年12月14日，15岁的萨德成为候补军官。次年，七年战争爆发。萨德加入战斗，累升至龙骑兵校官。
1763年，为改变经济状况，萨德于1763年与出身一般贵族但家境富有的勒内·佩拉吉·德·蒙特勒伊（Renée Pélagie de Montreuil）结婚。两人育有两儿一女。1764年，萨德在父亲死后，继承了与瑞士交界的三个行省的荣誉总督之职。

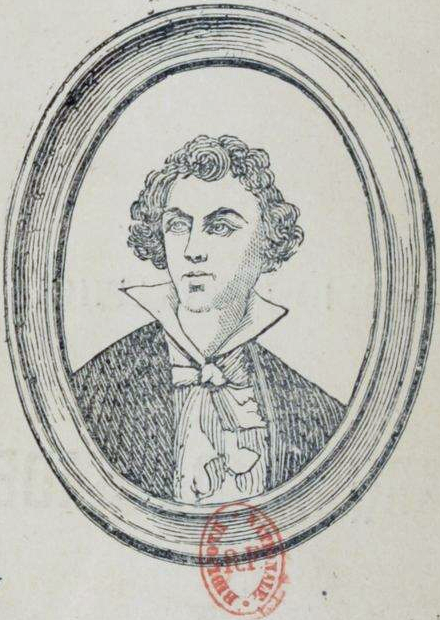
萨德侯爵

### 丑闻与监禁
萨德婚后所获得的财富使得他过上了荒淫无度的生活，而且他比当时法国贵族们的放荡主义还要更胜一筹。據聞他多次虐待雛妓和他家里的男女佣人，后来与他的妻子一起虐待家里的佣人。由于有一个叫罗希·凯勒的人控告说萨德鞭打了她，他因此被逮捕。但萨德向凯勒付了一大笔銀钱后，凯勒撤回了她的诉讼。
1769年萨德写了一本去荷兰的游记。1772年一个马赛的妓女控告说萨德用掺了麻醉药的糖水迷倒她们，继而进行群交和肛交。萨德缺席了对他死刑审判，随后逃往意大利。1775年他在那里又写了一本游记和一本关于罗马、佛罗伦萨和那不勒斯的书。萨德在出逃期间又拐骗了一个修女做他情妇，随后他被丈母娘家族决裂，并被国王通缉令通缉。
1777年萨德返回巴黎时因此被捕并被关押，但他的死刑判決却于1778年被撤回了。1784年萨德越狱未遂后被禁錮到巴士底狱，他在这里被关押了五年半。这段时间是萨德写作最有成就的时间。他在巴士底狱内可以随便借书、买书和读书。由于他的作品与世俗非常格格不入，因此他多半只能偷偷写作。为了节约纸张不被别人发现，他写的字非常小。

### 大革命时代
1789年巴士底狱被攻前数日，萨德向外面示威的人叫：“他们在这裏杀囚犯！”可能他的这些叫喊导致了巴黎公众攻占巴士底狱。巴士底狱本来是一个禁錮貴族的监狱，萨德在里面让外面给他送饭，他的房间里的家具都是他自己布置的。巴士底狱被攻破后，萨德立刻被转移到一个精神病院，他的妻子借机与他离婚。
随着王印文书的彻底废除，萨德於1790年4月2日重获自由。他虽然是贵族出身，却支持革命，自称“公民萨德”，并加入了极端的雅各宾派，宣扬乌托邦的社会主义理想，当选国民公会议员。在此期间，他匿名出版了几部作品。1793年，他逐渐脱离了当时的政治主流，再次被捕并被判死刑。这次萨德被关了一年多，但1794年7月28日罗伯斯庇尔被推翻后，他逃过了断头台，三个月后出狱。此后，萨德穷困潦倒，不得不出卖家庭所有，作體力勞動，他写的作品卖不出多少钱。

### 拿破仑时代
1801年拿破仑的執政府上台后，拿破崙開始試圖杜絕公共不道德行為，因此萨德因为写了《瑞斯丁娜》和《于丽埃特》未经审判被关押。1803年他在獄中因誘奸年輕犯人而被宣告為精神病並再次被关入精神病院。在那里人们对他不错。他可以写任何他想写的东西。他在这裏写了他的自传式小说《香阁侯爵》（La Marquise de Gange，1813年印刷）、《萨克森王妃布伦瑞克的阿德莱德》（Adélaïde de Brunswick, princesse de Saxe，1812年印刷）和《巴伐利亚的伊莎贝拉秘史》（Histoire secrète d'Isabelle de Bavière，1813年印刷）。他还组织精神病院里的精神病患者演了好几出戏。
1814年9月，拿破崙帝國倒台後不久，精神病院向重新復辟的法蘭西王國政府請求將他轉去另一間院舍，但萨德侯爵此時已經病入膏肓，於12月逝于精神病院内，享年74岁。

## 文学创作
1769年萨德开始写作，他一开始的业余创作都是些游记。入狱后他开始加强他的写作。1782年他写了《一个牧师和一个临死的人的对话》（Dialogue entre un prêtre et un moribond 1782）。在这篇作品中，那个临死的自由主义者能够说服牧师虔诚的生活是无意义的。

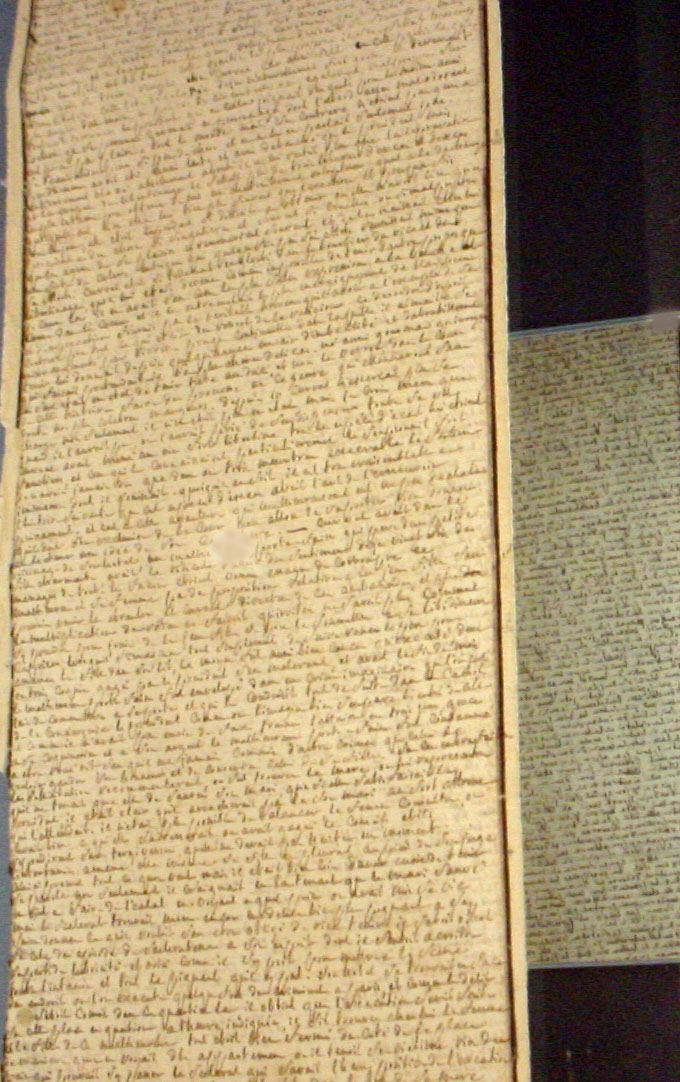
《索多瑪一百二十天》手稿局部

他的未完成的小说《索多瑪一百二十天》是1904年才被发现的，直到1909年才发表。这篇小说是他在狱内写的，其中他描写了一百二十天暴乱的性生活，其中包括各种对被绑架的或被奴役的男女青年的性及殘虐行为。1975年皮埃尔·保罗·帕索里尼将其情节转到意大利法西斯统治时期后翻拍成电影《索多瑪一百二十天》。1997年的一个万维网游戏也使用了这部书中的情节。
1791年萨德发表了《喻美德的不幸》，这是他同年发表的《瑞斯丁娜》的一个早期的版本。在这本书里他描写了虽然所有不幸依然相信美德的瑞斯丁娜的生活。1796年他又补充了《于丽埃特》，于丽埃特是瑞斯丁娜的妹妹，是一个妓女和罪犯，她生活放荡不羁却很幸福。1797年两本书被重新加工后匿名发表。这个新版本共10卷，4000页，里面有上百铜板雕刻的插图，其名字是《新的瑞斯丁娜和于丽埃特的故事》。
大革命期间的作品有《阿丽娜和瓦尔古》（Aline et Valcour，1795年，其中他描写了一个乌托邦的国家）、《闺房哲学》（La Philosophie dans le boudoir，1795年，其中包括政治讽刺品“法国人，假如你们想成为共和党人的话就再加一把力吧”）、《爱之罪》（Les crimes de l'amour，1800年）和一系列话剧。在疯人院里他写了自传小说《香阁侯爵》、《萨克森公主阿德莱德·德·布伦瑞克》和《法国王后巴伐利亚的伊莎贝拉秘史》。
萨德最有名的作品是《闺房哲学》。在这本书里，他描写了一个下午和此后的晚上，一个贵族年轻淑女的性生活和哲学的启蒙。其教师是一个女贵族，两个男贵族和一个粗壮的农民。在必需的恢复休息的时间里，这四个主角探讨哲学问题。其中尤其同性恋的、唯乐主义的、无神论的道尔曼色成为“不道德的教师”和萨德的替身。道尔曼色的哲学主题主要来自霍尔巴赫的强人论。萨德将这个理论，理解为社会和精神的优秀者——即高等贵族——不顾一切地追求快乐的权利。
萨德作品中的色情部分写得非常细腻，非常有幻想力，但许多性行为也很难想象可以做得到。萨德尤其喜欢描写与暴力和疼痛相连的行为，即“萨德主义”的内涵。
萨德的哲学立场是无神论的、唯物主义的和道德相对论的。他坚信不论多么不道德的行为在世界上肯定有什么地方会被自然容忍或甚至被赞成。
可以想象的是萨德的文章始终受到检察和封禁的威胁。比如1963年德国将他的《闺房哲学》列入“威胁青少年的作品”中（但后来又取消禁令）。

## 影响

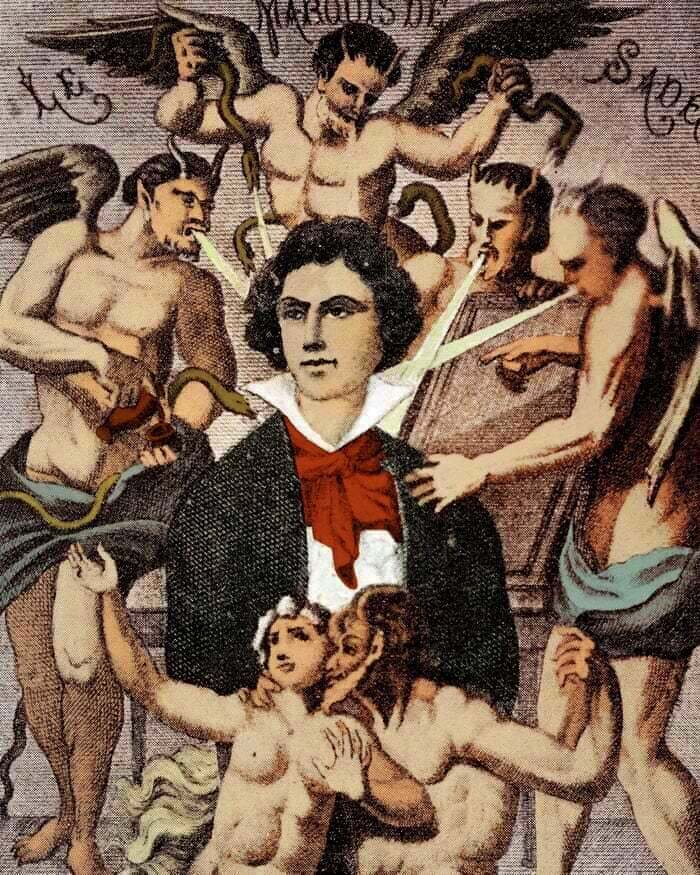
纪尧姆·阿波利奈尔编著的1912年版《萨德选集》（L'Œuvre du marquis de Sade）中的萨德画像，比贝尔斯坦（H. Biberstein）绘，Bibliothèque des Curieux

到19世纪中为止人们避免提起萨德。波德莱尔是第一个重新发现他價值的人，同时性学家开始使用他的书作为学术先锋先驱研究的内容。他的书被重新发表。20世纪里超现实主义艺术家，尤其纪尧姆·阿波利奈尔，頻繁引用他的文章。
马克斯·霍克海默和西奥多·阿多诺在他们的著作中也尖刻地对待了萨德的作品和哲学思想。波伏娃和其他存在主义作家则从存在主义和从历史观点上来看待萨德的极端自由主义哲学。

## 恋屁癖
从萨德的作品中可以得知萨德喜欢闻女性的肛门，以及她们放的屁，并欣赏女性排便的过程，萨德也把排便时所产生的快感视为一种性高潮。

## 作品
- 意大利游记
- 牧师与濒死者的对话（英语：Dialogue Between a Priest and a Dying Man）（1782年）
- 爱之罪短篇故事集
- 索多瑪一百二十天或放纵学校（Les 120 Journées de Sodome ou l'Ecole du Libertinage，1782年）
- 美德的不幸（Les malheurs de la vertu，1787年）
- 瑞斯丁娜，或喻美德的不幸（Justine ou les malheurs de la vertu，1791年）美德的不幸的最终版本
- 于丽埃特（Juliette，1796年）美德的不幸的姐妹篇
- 新瑞斯丁娜，或喻美德的不幸以及于丽埃特，或恶行的走运（1797年）美德的不幸最终实现对称的版本
- 闺房哲学（英语：Philosophy in the Bedroom）
- 法国王后巴伐利亚的伊莎贝拉秘史（英语：Histoire secrete d'Isabelle de Baviere, reine de France）（1813年）